# Casa de Llopis
La Casa de Llopis és una obra amb elements modernistes de Tortosa inclosa a l'Inventari del Patrimoni Arquitectònic de Catalunya.

## Descripció
Edificació que centra una explotació agrícola situada vora la carretera de Tortosa-L'Aldea (aproximadament a 1,5 km). L'extrem que mira a la carretera s'aixecà un primera estructura, de planta, dos pisos i un tercer que, sobresortint en un dels angles, fa de torreta. Té obertures allindades amb senzill emmarcament i presenta tres nivells de terrassa: una en el primer nivell -en un dels angles- amb balustre, i dos de superiors amb remat merletat. Aquesta estructura amaga, al seu darrere, una segona, molt més simple que aquella. Es tracta d'una construcció rural, de dos plantes amb teulada a doble vessant, de carener paral·lel a la façana., com a cobriment. A la façana hi ha un porxo on, de ferro sostingut per pilars, s'enrama un emparrat.